# Mareda
Mareda est une localité de Croatie située en Istrie, dans la municipalité de Novigrad, dans le comitat d'Istrie. En 2001, la localité comptait 389 habitants.

## Démographie
| 1948 | 1953 | 1961 | 1971 | 1981 | 1991 | 2001 |
| ---- | ---- | ---- | ---- | ---- | ---- | ---- |
| 0    | 0    | 0    | 0    | 0    | 0    | 389  |